# Oreodera semiporosa
Oreodera semiporosa là một loài bọ cánh cứng trong họ Cerambycidae.